# Milidrag Marić
Milidrag Marić, slovenski nogometaš, * 9. november 1983, Koper.
Marić je nekdanji profesionalni nogometaš, ki je igral na položaju branilca. V svoji karieri je igral za slovenske klube Koper, Križevce, Muro 05, Primorje in Krko, španska Racing de Ferrol in Rayo Cantabrio ter avstrijski Kaiserebersdorf. Skupno je v prvi slovenski ligi odigral 41 tekem, v drugi slovenski ligi pa je odigral 98	tekem in dosegel sedem golov.